# 朱鳳芝
朱鳳芝（1948年6月27日—），中華民國政治人物，中國國民黨藉，生於桃園市龍潭區，籍貫河南省汝南縣，立法院「金釵盟」八金釵之一，連續七屆立委選舉皆成功當選，資歷僅次於時任立法院院長王金平。
2012年尋求立委八連霸被戲稱「朱八屆」，但在黨內初選中意外落敗，立委連任紀錄也因此中止。

## 選舉紀錄
| 年度 | 選舉屆數                     | 選舉區           | 所屬政黨   | 得票數  | 得票率 | 當選標記 | 備註 |
| ---- | ---------------------------- | ---------------- | ---------- | ------- | ------ | -------- | ---- |
| 1989 | 第一屆立法委員第六次增額選舉 | 臺灣省第三選舉區 | 中國國民黨 | 115,971 | 22.57% |          |      |
| 1992 | 第二屆立法委員選舉           | 桃園縣選舉區     | 中國國民黨 | 110,570 | 17.60% | [ 5 ]    |      |
| 1995 | 第三屆立法委員選舉           | 桃園縣選舉區     | 中國國民黨 | 94,326  | 14.78% |          |      |
| 1998 | 第四屆立法委員選舉           | 桃園縣選舉區     | 中國國民黨 | 56,235  | 8.38%  |          |      |
| 2001 | 第五屆立法委員選舉           | 桃園縣選舉區     | 中國國民黨 | 46,027  | 5.85%  |          |      |
| 2004 | 第六屆立法委員選舉           | 桃園縣選舉區     | 中國國民黨 | 50,488  | 6.85%  |          |      |
| 2008 | 第七屆立法委員選舉           | 桃園縣第五選舉區 | 中國國民黨 | 79,671  | 63.77% |          |      |

## 其他
- 2000年5月29日，朱鳳芝質詢陸委會主委蔡英文說：「你若是主委，才更應該講你是台灣人，也是中國人，因為未來仍要解決近、中、長程的問題」，蔡英文回答：「我沒有說我是中國人有什麼不好，只是怕因此而產生了政治風險。我是台灣人並沒有錯，我是中國人，因為我是念中國書長大的，受的是中國式教育。」[6]